# Роб Бішоп
Роберт Вільям «Роб» Бішоп (англ. Robert William «Rob» Bishop; нар. 13 липня 1951, Кейсвілл, Юта) — американський політик-республіканець. З 2003 р. він представляє штат Юта у Палаті представників США, голова Комітету з питань природних ресурсів Палати з 2015 р.
Бішоп був місіонером Церкви Ісуса Христа Святих останніх днів (мормони) у Німеччині з 1970 по 1972 рр. У 1974 р. він отримав ступінь бакалавра у галузі політології в Університеті Юти. Потім він працював вчителем. З 1979 по 1995 рр. він входив до Палати представників Юти, де був лідером республіканської більшості і спікером з 1992 по 1994 рр. У 1997 р. він очолив Республіканську партію штату Юта. Бішоп тимчасово працював лобістом у Вашингтоні.